# 怪物さん
「怪物さん feat.あいみょん」（かいぶつさん ふゅーちゃりんぐ あいみょん）は、平井堅の配信限定シングル。2020年3月27日に配信された。

## 解説
日本の女性シンガーソングライター、あいみょんとのコラボ曲。前作「#302」から約4か月を経て発表された、平井にとって3曲目の配信限定曲である。
コラボ実現のきっかけは、2017年6月に平井がJ-WAVEのラジオ番組『STEP ONE』のワンコーナー「MUSIC +1」にゲスト出演した際、「今、気になるアーティスト」としてあいみょんを紹介したこと。それを知ったあいみょんはとても感激し、自身のSNSで「家族全員が大好きな平井堅さんに知ってもらえていること、更に気になるアーティストって名前を出してもらえたことが嬉しすぎて家族に連絡した。めっちゃ嬉しい。嬉し過ぎる。大好きなアルバム『SENTIMENTALovers』をはじめて聴いた時の私に教えてあげたい」と投稿した。
その後、2018年11月15日に生放送された音楽特番『ベストヒット歌謡祭2018』（読売テレビ・日本テレビ系）に出演した際に、楽屋に挨拶に訪れたあいみょんに平井から「一緒にやろうよ」と声をかけた。
2019年5月22日に行われた、平井のライフワークであるコンセプトライブ「Ken's Bar」の20周年ツアー『Ken's Bar 20th Anniversary Special!! vol.4』の最終日、日本武道館公演に“開店20周年祝い”の締めくくりに花を添えるべく、あいみょんがシークレットゲストとして出演。「鍵穴」と「愛を伝えたいだとか」を一緒に歌った。
さらに、2019年6月22日に行われたあいみょんのコンサートツアー「AIMYON vs TOUR 2019 “ラブ・コール”」 仙台PIT公演に平井が対バン相手として登場し「Love Love Love」など9曲を披露した。
交流を深める中でその才能に惚れ込んだ平井が直筆の手紙であいみょんに“ラブコール”を送り、今回のコラボが実現した。作詞・作曲は平井があいみょんをイメージして手がけたもので、恋愛で生じる様々な気持ちや矛盾、報われない気持ちを二人の掛け合いで歌う、エネルギッシュなポップチューンとなっている。
レコーディングは、平井が先にボーカルを録り終えたものに合わせてあいみょんが録音する形で行われた。あいみょんはてっきりこれで完成だと思っていたが、後に平井がボーカルを録り直したと聞いて驚いたという。
ミュージック・ビデオは「バイマイメロディー」「CANDY」を手がけた田中裕介が11年ぶりに制作、「だるまさんが転んだ」をモチーフに男女の恋模様を表現している。平井とあいみょんも全編にわたって出演している。

## 配信曲・配信サイト
1. 怪物さん feat.あいみょん [4:04]
  - 作詞・作曲：平井堅、編曲：Tomi Yo
  - Apple Music、Spotify、LINE MUSIC、AWA、iTunes Store、mora、レコチョク、Amazon.co.jpで配信。